# 張大受 (萬曆舉人)
張大受（16世紀—17世紀），字海若，湖廣荊州府夷陵州遠安縣人，明朝政治人物。

## 生平
張大受是萬曆二十五年（1597年）丁酉科湖廣鄉試舉人，授新安教諭，拿出一半俸祿購書，盡力資助貧困學子，四十六年（1618年）陞蓬萊知縣，新安人將他入祀學宮，四十七年（1619年）他因病辭官回鄉，崇禎十六年（1643年）李自成軍攻破遠安，他不屈服被殺害。

## 引用
1. 1 2  同治《遠安縣志·卷五》：張大受，字海若，廉吏張武後也，武自有傳。大受少敏慧，年十九舉萬厯丁酉鄉試，補新安教諭，所入俸半以購書，且力佽助寒士，家無擔石之儲，遷蓬萊知縣，新安人祀之於學宮，未幾以病告歸，崇禎癸未遇賊不屈死。